# Piets-Plasence-Moustrou
Piets-Plasence-Moustrou là một xã thuộc tỉnh Pyrénées-Atlantiques trong vùng Nouvelle-Aquitaine miền tây nam nước Pháp.